# Chaukere
Chaukerne (latin: Chauci, tysk: Chauken og identisk eller lignende på andre moderne sprog) var en germansk folkestamme, der boede i lavlandsområdet mellem floderne Ems og Elben på begge sider af Weser ved nordsøkysten og så langt ind i landet som til øvre Weser. Langs kysten levede de på kunstige forhøjninger kaldet værfter, der var byggede høje nok til at forblive tørre selv under det højeste tidevand. En tæt befolkning af chaukere boede længere inde i landet, og de formodes at have levet på en måde svarende til de andre germanske stammers liv i området.
Chaukernes oprindelse er fortsat ukendt. I perioden forud for folkevandringstiden, det vil sige før ca. 300 e.Kr., beboede chaukerne og de beslægtede frisere, saksere og anglere den kontinentale europæiske kyst fra Zuiderzee til Sydjylland. Alle disse folk delte en fælles materiel kultur, og de enkelte folk kan derfor ikke afgrænses sikkert arkæologisk. Chaukerne var oprindeligt koncentreret mellem Weser og Elben, men i ca. år 58 ekspanderede de vestpå til floden Ems ved at fortrænge nabofolket ampsivarierne, hvorved de fik friserne mod vest som deres nye naboer. Romerne benævnte de chaukere, der boede mellem Weser og Elben, som "stor-chaukere", og dem, der boede mellem Ems og Weser, som "små-chaukere".
Chaukerne omtales første gang i klassiske romerske kilder i slutningen af det 1. århundrede f.Kr. i forbindelse med romerske militære kampagner og sejlads. I de næste 200 år optræder chaukere som romerske hjælpetropper (auxiliarii) gennem traktatlige forpligtelser, men de synes også at have varetaget egne interesser i forbindelse med andre germanske stammer, der modsatte sig romerne. Krigsannalerne nævner derfor chaukere på begge sider af konflikterne, selv om handlinger fra tropper underlagt traktatforpligtelsen var forskellig fra stammens politik.
Chaukerne mistede deres særskilte identitet i 3. århundrede, da de smeltede sammen med sakserne, hvorefter de blev anset for at være saksere. Omstændighederne omkring denne sammensmeltning er et uafklaret spørgsmål i den videnskabelige forskning.

## Samfund og liv
De germanske stammesamfund i området var ikke særligt hierarkiske. Dette var blevet bemærket af Tacitus, for eksempel da han i 1. århundrede nævnte navnene på to konger for friserne og tilføjede, at de var konger "så vidt germanerne er under konger". Moderne forskere har ment, at chaukerne oprindeligt hverken var særligt centraliserede eller udpræget socialt lagdelte, selv om de blev det efter år 100. I moderne fremstillinger af de "kontinentale saksere" i det 5. århundrede (som på dette tidspunkt også omfattede chaukerne) som havende stærke lokale familier og en dominerende militær leder.
Plinius den ældre, der skrev i år 79, omtaler, at de germanske stammer tilhørte forskellige grupper af folk, hvilket tyder på en sondring blandt dem. Han sagde, at chaukere, kimbrere og teutoner, det vil sige stammerne fra floden Ems op gennem Jylland og et godt stykke ind i landet, var medlemmer af en større folkegruppe kaldet ingaevonere (et "cimbri"-folk blev også givet som medlemmer af en anden gruppe, men dette er sandsynligvis et andet folk).
Plinius havde besøgt kystregionen og beskrevet de chaukere, der boede der. Han sagde, at de var "elendige indfødte", der levede på en kæmpe kyst i små hytter på bakketoppe eller på højder bygget højt nok til at forblive tørre under højeste tidevand (dvs. værfter). De fiskede efter mad, og i modsætning til deres naboer (dvs. de, der bor inde i landet) havde de ikke kvæg og havde ikke noget at drikke, undtagen regnvand fanget i grøfter. De brugte en type tørret mudder (dvs. "overfladetørv") som brændsel til madlavning og opvarmning. Han nævnte også deres ånd af uafhængighed og sagde, at selvom de ikke havde noget af værdi, ville de forhindre ethvert forsøg på at erobre dem.
Tacitus, der skrev i år 98, beskrev det ikke-kystnære chauker-hjemland som enormt, tætbefolket og velforsynet med heste. Han var overstrømmende i sin ros af deres karakter som folk og sagde, at de var de ædleste af tyskerne, foretrak retfærdighed frem for vold, hverken var aggressive eller rovdyr, men militært dygtige og altid forberedt på krig, hvis behovet opstod.

## Klassisk romersk historie
De skriftlige kilder er ufuldstændige. Størstedelen af historiske oplysninger om chaukerne stammer fra Tacitus Annaler, skrevet i år 117. Mange dele af hans værker har ikke overlevet, herunder en hel sektion, der dækker årene 38-46, samt årene efter år 69.
Den tidligste omtale af chaukerne er fra 12 f.Kr. og tyder på, at de hjalp andre germanske stammer i en krig mod romerne. Drusus kæmpede mod germanerne langs Nedre Rhinen, og efter at have ødelagt landene vest og nord for Rhinen vandt han over (eller besejrede eller skræmte) friserne. Han var ved at angribe chaukerne, da hans fartøjer blev fanget af ebbe. Drusus opgav angrebet og trak sig tilbage.

### Følgerne efter slaget i Teutoburgerskoven, ca. 15
Germanerne under Arminius havde ødelagt 3 romerske legioner under ledelse af Varus ved Slaget ved Teutoburg-skoven i år 9 e.Kr. Den unge romerske politiker Germanicus talte mod de germanere, som romerne skyldte deres nederlag. Chaukerne var ikke blandt dem og siges at have lovet hjælp og var forbundet med romerne i et "militært fællesskab". Men skønt det lykkedes at overvinde Arminius' egen stamme (Cheruscierne), kunne romerne ikke fange eller dræbe Arminius, der flygtede. Der var chaukere blandt de romerske hjælpetropper, og der fremkom rygter om, at de havde tilladt flugten. I en af kampagnerne blev en romersk flåde (sandsynligvis flodgående, ikke havgående) splittet af en storm, hvorved der skete mange ulykker. Det lykkedes Germanicus selv at overleve ved at nå chaukernes områder, hvor han opnåede et sikkert fristed.
Ampsivarerne havde ikke støttet den germanske frihedskamp ledet af Arminius i 9 e.Kr. og var blevet udstødt af stammefællesskabet som følge heraf. Chaukerne havde ikke lidt sådan utilfredshed fra de andre germanske stammers side efter slaget i Teutoburgerskoven, men havde heller ikke ødelagt forholdet til romerne. Mange år senere, ca. år 58, så chaukerne en mulighed for at fordrive ampsivarerne og besætte deres områder ved floden Ems munding, hvorved de fik en grænse fælles med friserne mod vest.

### Romernes krig mod Gannascus, ca. 47
I år 47 (og måske engang tidligere) var chaukerne sammen med friserne under ledelse af en vis Gannaskus af Cannefaterne, en mindre germansk stamme ved kysten. De hærgede både langs den daværende kyst for Gallia Belgica (det vil sige landet syd for Rhinen og nord for floderne Marne og Seine), og chaukerne foretog togter ind i det område, der senere skulle blive den nærliggende romerske provins Germania Inferior, i Rhinens delta (i det, som nu der et sydlige Nederland).
Corbulo blev udpeget til lokal romersk militærkommandør. Han forfulgte germanerne med fremgang både til lands og til vands, besatte Rhinen med sine triere (en slags galej, hvor roerne var fordelt i tre niveuaer) og sendte sine mindre fartøjer op i flodmundinger og kanaler. Den germanske flåde blev ødelagt i et søslag, Gannaskus blev fordrevet, og det frisiske territorium blev besat med vold.
En forhandling mellem romerne og Gannaskus blev arrangeret under opsyn af "stor-chaukere", hvilken lejlighed romerne brugte som en mulighed for at myrde deres modstander. Chaukerne blev oprørt over det misbrug af forhandlingstillid, som havde været forudsætningen, så kejser Claudius forbød yderligere angreb på germanerne i et forsøg på at lette spændingerne, og romerne trak sig tilbage til Rhinen.

### Bataviernes oprør, ca. år 69
I år 69 rejste batavierne og andre stammer sig mod romerske styre i batavernes oprør, hvilket udviklede sig til et generelt oprør af alle germanerne i regionen. Ledet af Civilis, påførte de romerne store tab, herunder ødelagde en germansk flåde en romersk flåde ud for Nordsøkysten. Ledet af Cerialis reagerede romerne med samme effektivitet og formåede derved i sidste ende at påtvinge batavierne en ydmygende fred efterfulgt af udstationering af en legion på deres territorium.
Både chaukerne og friserne havde hjælpetropper, der tjenete under romerne, og under en belejring og et overfald af Civilis ved Colonia Claudia Ara Agrippinensis (i moderne Köln) var en kohorte af chaukere og frisere blevet fanget og brændt. Chaukerne havde støttet Civilis i deres egen interesse og givet ham forstærkninger.

## Sørøvere
Chaukerne var blandt de mest fremtrædende tidlige germanske sørøvere. De var sandsynlige deltagere i den germanske flåde, som blev ødelagt af Drusus i 12 f.Kr. De hærgede den romerske provins Gallia Belgicas kyster i år 41 flere år før de deltog i yderligere hærgninger af de samme kyster under Gannaskus i år 47. Det er sandsynligt, at deres hærgninger var endemiske gennem årene, da de få skriftlige overleveringer sandsynligvis ikke afspejler alle forekommende tilfælde. Tacitus beskriver chaukerne som "fredelige" i hans Germania (år 98), men det er i en passage, der beskriver de ikke-kystnære, indlandschaukere, mens de søgående nødvendigvis var kystboere.
Ved slutningen af 2. århundrede var chaukernes hærgninger stadig forekommende og mere alvorlige end før, og de fortsatte i den engelske kanal i hvert fald til deres sidste registrerede hærgninger ca. år 170-175. Selvom der ikke er nogen historiske kilder til at informere os om den senere udvikling, er det sandsynligt, at chaukerne fortsatte deres hærgninger og derefter spillede en rolle i dannelsen af de nye germanske magter, frankerne og sakserne, der hærgede i det 3. århundrede.
Der er arkæologiske beviser for sørøveres hærgen år 170-200, på den kontinentale kyst ned til Biscayabugten, til Gallia Belgica i nordvest (nordøst?) (fx hærgende brande ved Amiens, Thérouanne, Vendeuil-Caply, Beauvais, Bavai, Tournai og Arras) til kystnære dele af Storbritannien (fx hærgende brande i Essex på stederne Chelmsford, Billericay, Gestingthorpe, Braintree, Wickford, Kelvedon, Great Chesterford og Harlow). Gerningsmændene er ukendte, men chaukiske sørøvere er blandt de primære mistænkte.
Romerne reagerede med forsvarsforanstaltninger. Caistor-by-Norwich, Chelmsford og Forum Hadriani (nutidens Voorburg) (Canninefates civitas i nærheden af Haag) var alle befæstede ca. 200, og romerne begyndte et defensivt beskyttelsessystem især langs Storbritanniens og kontinentets kyster. Dette system blev løbende opretholdt og forbedret, hvilket romerne næppe ville have gjort, medmindre der var en vedvarende trussel mod at blive angrebet. Systemet fortsatte med at udvikle sig, da de chaukiske sørøvere forsvandt og blev afløst af de frankiske og saxiske, indtil slutningen af 4. århundrede. Derefter blev området kendt som den saksiske kyst, et navn givet det af Notitia Dignitatum.
En passage skrevet af Zosimus, en græsk historiker i Konstantinopel, er blevet regnet som en af de sidste omtaler af chaukerne, og en hvor de specifikt nævnes som en saksisk gruppe; men det afhænger af, om vi kan ligestille dem med "Kouadoi" i Zosimus græsk, et navn han tilsyneladende havde anvendt forkert. Julian den Frafaldne kæmpede mod saksere og frankere, herunder salianere, men tillod derefter salianerne, der "nedstammer fra frankerne", at bosætte sig i Toxandria i 358. Ifølge Zosimus skete dette som svar på et angreb fra havet af "Kouadoi"-saksere, der ramte både romerne og salianerne, som havde boet i floddeltaet.